# Westchester Knicks 2020-2021
La stagione 2020-21 dei Westchester Knicks fu la 7ª nella NBA D-League per la franchigia.
I Westchester Knicks arrivarono undicesimi nella regular season con un record di 7-8, non qualificandosi per i play-off.

## Roster
|    | Naz.                   | Ruolo | Sportivo         | Anno | Alt. | Peso |  |
| -- | ---------------------- | ----- | ---------------- | ---- | ---- | ---- |  |
| 0  | Stati Uniti (bandiera) | G     | Jared Harper     | 1997 | 178  | 79   |  |
| 1  | Stati Uniti (bandiera) | G     | Tyler Hall       | 1997 | 196  | 95   |  |
| 2  | Stati Uniti (bandiera) | A     | Louis King       | 1999 | 201  | 93   |  |
| 3  | Stati Uniti (bandiera) | A     | Andrew White     | 1993 | 201  | 95   |  |
| 4  | Stati Uniti (bandiera) | G     | Tra-Deon Hollins | 1995 | 188  | 88   |  |
| 5  | Stati Uniti (bandiera) | G     | Bryce Brown      | 1997 | 191  | 90   |  |
| 7  | Haiti (bandiera)       | AC    | Skal Labissière  | 1996 | 208  | 107  |  |
| 8  | Stati Uniti (bandiera) | GA    | James Young      | 1995 | 201  | 108  |  |
| 11 | Canada (bandiera)      | AC    | Simisola Shittu  | 1999 | 208  | 109  |  |
| 13 | Stati Uniti (bandiera) | G     | Myles Powell     | 1997 | 188  | 88   |  |
| 17 | Canada (bandiera)      | A     | Iggy Brazdeikis  | 1999 | 198  | 100  |  |
| 20 | Nigeria (bandiera)     | C     | Festus Ezeli     | 1989 | 211  | 120  |  |
| 23 | Stati Uniti (bandiera) | C     | Justin Patton    | 1997 | 211  | 109  |  |
| 25 | Stati Uniti (bandiera) | GA    | Quinton Rose     | 1998 | 203  | 84   |  |
| 44 | Stati Uniti (bandiera) | A     | J.J. Moore       | 1991 | 198  | 98   |  |

## Staff tecnico
- Allenatori: Derrick Alston
- Vice-allenatori: Allen Deep, Jaren Jackson, Lisa Willis